# Olethrius brevicornis
Olethrius brevicornis är en skalbaggsart som beskrevs av Dillon 1952. Olethrius brevicornis ingår i släktet Olethrius och familjen långhorningar.
Artens utbredningsområde är Fiji. Inga underarter finns listade i Catalogue of Life.